# 尼可拉斯·科斯特
尼可拉斯·德文·科斯特（英語：Nicolas Dwynn Coster，1933年12月3日—2023年6月26日），美国男演员，主要以白天时段的戏剧作品、《圣巴巴拉》等性格演员作品以及《神奇女郎》、《巴克·罗杰斯在25世纪》、《胡克警探》、《银河飞龙》等夜间时段电视剧作品而知名。

## 生平
科斯特生于英国伦敦，父亲来自新西兰，是一名戏剧评论家及海军指挥官，母亲来自美国。
科斯特的幼年主要在加利福尼亚州度过，后来回到英国并进入皇家戏剧艺术学院学习。另外，科斯特还曾在纽约师从李·斯特拉斯伯格学习表演，与萨达·汤普森、米歇尔·李、湯姆·寇特內、伊丽莎白·泰勒等都有过合作，演出作品曾在百老汇及伦敦维多利亚剧院等平台上映。
科斯特曾出演过NBC肥皂剧《Young Doctor Malone》。1964年及1967年到1968年间，科斯特参演了肥皂剧《秘密风暴》。除此之外，他的作品还有黄金时段连续剧《Our Private World》、《地球照转》等。
1959年，科斯特出演了个人首部电视剧《美利坚的冷酷时刻》（仅一集）。此后他在36部电视节目中亮相了逾80次，其中《The Facts of Life》中的角色尤为知名。
1970年3月，科斯特出演了电视剧《Somerset》，其后又在《另一个世界》（Another World）中继续扮演同一角色。另外，科斯特还在《只此一生》中扮演过一名先前是黑帮成员的线人，后来又转而参演了电视剧《圣巴巴拉》。在电视剧《我的孩子們》中，科斯特扮演了一名劫匪。1989年《另一个世界》首播25周年之际，科斯特回归了一段时间，其后又在次年重返《圣巴巴拉》，并一直演到了该剧于1993年完播，期间一共出场599集。1993年到1995年间，科斯特出演了电视剧《地球照转》。
除了演艺事业之外，科斯特亦非常热爱水肺潜水，名下拥有一家组织出海旅游及为残障人士提供水肺潜水教程的基金会，且本人持有船长证。
科斯特与女演员坎迪斯·希里格斯有过一段婚姻以及两个孩子，两人于1981年离婚。
2023年6月26日，据科斯特的女儿透露，科斯特已于佛罗里达州的一家医院内去世。

## 部分代表作品
- 《鐵達尼郵船遇險記》
- 《沙漠之鼠》
- 《冰雪余生（英语：Sea of Lost Ships）》
- 《杀机四伏》
- 《黑盾武士（英语：The Black Shield of Falworth）》
- 《海空虎将（英语：The Eternal Sea）》
- 《铁血肉肠（英语：City of Shadows (1955 film)）》
- 《心惊胆寒（英语：My Blood Runs Cold）》
- 《球场争霸战（英语：The Sporting Club (film)）》
- 《1776（英语：1776 (film)）》
- 《惊天大阴谋》
- 《麦克阿瑟传》
- 《终极执行令（英语：The Big Fix (1978 film)）》
- 《大城小调（英语：Slow Dancing in the Big City）》
- 《陨石大灾难（英语：A Fire in the Sky）》
- 《草原小屋》
- 《爱情与友情》
- 《金牌女将（英语：Goldengirl）》
- 《皓首红颜（英语：Just You and Me, Kid）》
- 《国际机场1979（英语：The Concorde... Airport '79）》
- 《电光骑士（英语：The Electric Horseman）》
- 《早熟年华（英语：Little Darlings）》
- 《亡命大捕头（英语：The Hunter (1980 film)）》
- 《爱的谎言（英语：Why Would I Lie?）》
- 《油腔滑调（英语：Stir Crazy (film)）》
- 《洛博警长的不幸（英语：The Misadventures of Sheriff Lobo）》
- 《捕鹰（英语：The Pursuit of D. B. Cooper）》
- 《烽火赤焰万里情》
- 《母亲的挑战》
- 《戴西公主（英语：Princess Daisy (miniseries)）》
- 《应召名花》
- 《四个千金两个妈（英语：Big Business (1988 film)）》
- 《如何进入大学（英语：How I Got into College）》
- 《成长没烦恼（英语：Who's the Boss?）》
- 《贝丝的婚礼》
- 《颠覆指令（英语：By Dawn's Early Light）》
- 《周而复始》
- 《真爱有约》
- 《生死战役》
- 《抢钱A计画》
- 《骇速霹雳火》
- 《化学切割》
- 《深潜之人（英语：The Deep Ones）》
- 《化学课（英语：Lessons in Chemistry (miniseries)）》